# Grah
Grah (fažol, lat. Phaseolus) je biljni rod iz porodice mahunarki. Potječe iz Amerike, gdje je uzgajan još prije 4000 godina. Nakon otkrića Amerike, prenesen je u Europu, a iz nje u Afriku i Aziju.  
Na svijetu postoji 38 vrsta ovog povrća. To je jednogodišnja biljka koja sazrijeva u jesen. Može se uzgajati na dalekom sjeveru i jugu, pa čak i ekvatoru jer je dosta prilagodljiv različitim uvjetima uzgoja. Uzgaja se radi svoga reproduktivnog organa, tj. ploda (mahune) ili radi zrna (sjemena). 
Ima ograničenu količinu celuloze te ima relativnu malu količinu suhe tvari, oko 15%. Grah sadrži mnogo bjelančevina, ali su one fiziološki nepotpune, što znači da im nedostaju aminokiseline koje su za ljudski organizam neophodne. Fiziološki zreli grah (sjeme) sadrži preko 80% suhe tvari u čijem sastavu je i oko 5% celuloze. Ovaj nedostatak se lako nadoknađuje uporabom žitarica u ishrani. 
Plod je mahuna različitih oblika i boja, a razlikuju se srpaste, valjkaste, sabljaste, poluplosnate, plosnate. Po dužini mogu biti kratke, poluduge i duge mahune. U mahunama se može nalaziti od 2 do 9 sjemekni, što ovisi o sorti graha. Boje mahuna: svijetlozelena, tamnozelena, zelena s ljubičastim prugama ili pjegama, žuta i svijetložuta 
U domaćoj kuhinji grah se uglavnom konzumira u obliku juhe. Kuha se zajedno sa sušenim mesom ili/i s povrćem. U vegetarijanskoj kuhinji grah je veoma popularan, jer se njegovom upotrebom nadoknađuje nedostatak bjelančevina.
- Zrna graha
- mahune graha

## Rast
Kod svih vrsta se klice pojavljuju 7 – 10 dana nakon sjetve, ali ako je hladno to može potrajati do 22 dana. Grahu treba osigurati najviše vlage i hraniva kada je u cvatnju. On ima 5 faza rasta i razvoja: bubrenje i klijanje sjemenja, nicanje, cvatnja, formiranje zelenih mahuna i sazrijevanje sjemena. Kada je u petoj fazi, svi životni procesi su svedeni na minimum. Prema duljini vegetacijskog razdoblja do zrelosti graha spremnog za konzumaciju, dijelimo ih u 5 grupa: vrlo rane (60 – 75 dana); rane (75 – 90 dana); srednje rane (85 – 105 dana); kasne (100 – 115 dana); jako kasne (preko 115 dana).

## Vrste
1. Phaseolus acinaciformis Freytag & Debouck
2. Phaseolus acutifolius A.Gray
3. Phaseolus albescens McVaugh ex R.Delgad. & A.Delgado
4. Phaseolus albicarminus Debouck & N.Chaves
5. Phaseolus albiflorus Freytag & Debouck
6. Phaseolus albinervis Freytag & Debouck
7. Phaseolus albiviolaceus Freytag & Debouck
8. Phaseolus altimontanus Freytag & Debouck
9. Phaseolus amabilis Standl.
10. Phaseolus amblyosepalus (Piper) Morton
11. Phaseolus angucianae Debouck & Araya
12. Phaseolus angustissimus A.Gray
13. Phaseolus anisophyllus (Piper) Freytag & Debouck
14. Phaseolus atomifer M.E.Jones
15. Phaseolus augusti Harms
16. Phaseolus campanulatus Freytag & Debouck
17. Phaseolus carterae Freytag & Debouck
18. Phaseolus chiapasanus Piper
19. Phaseolus coccineus L.
20. Phaseolus costaricensis Freytag & Debouck
21. Phaseolus dasycarpus Freytag & Debouck
22. Phaseolus debouckii A.Delgado
23. Phaseolus esperanzae Seaton
24. Phaseolus esquincensis Freytag
25. Phaseolus filiformis Benth.
26. Phaseolus glabellus Piper
27. Phaseolus gladiolatus Freytag & Debouck
28. Phaseolus hintonii A.Delgado
29. Phaseolus hygrophilus Debouck
30. Phaseolus jaliscanus Piper
31. Phaseolus juquilensis A.Delgado
32. Phaseolus leptophyllus G.Don
33. Phaseolus leptostachyus Benth.
34. Phaseolus lignosus Britton
35. Phaseolus longiplacentifer Freytag
36. Phaseolus lunatus L.
37. Phaseolus macrolepis Piper
38. Phaseolus maculatifolius Freytag & Debouck
39. Phaseolus maculatus Scheele
40. Phaseolus macvaughii A.Delgado
41. Phaseolus magnilobatus Freytag & Debouck
42. Phaseolus marechalii A.Delgado
43. Phaseolus massaiensis Taub.
44. Phaseolus micranthus Hook. & Arn.
45. Phaseolus microcarpus Mart.
46. Phaseolus mollis Hook.fil.
47. Phaseolus neglectus F.J.Herm.
48. Phaseolus nelsonii Maréchal, Mascherpa & Stainier
49. Phaseolus nodosus Freytag & Debouck
50. Phaseolus novoleonensis Debouck
51. Phaseolus oaxacanus Rose
52. Phaseolus oligospermus Piper
53. Phaseolus ovatifolius Piper
54. Phaseolus pachyrrhizoides Harms
55. Phaseolus parvifolius Freytag
56. Phaseolus parvulus Greene
57. Phaseolus pauciflorus Sessé & Moc.
58. Phaseolus pedicellatus Benth.
59. Phaseolus perplexus A.Delgado
60. Phaseolus persistentus Freytag & Debouck
61. Phaseolus plagiocalyx Harms
62. Phaseolus pluriflorus Maréchal, Mascherpa & Stainier
63. Phaseolus polymorphus S.Watson
64. Phaseolus polystachios (L.) Britton, Stern & Poggenb.
65. Phaseolus pyramidalis Freytag
66. Phaseolus reticulatus Freytag & Debouck
67. Phaseolus rotundatus Freytag & Debouck
68. Phaseolus salicifolius Piper
69. Phaseolus scabrellus Benth. ex S.Watson
70. Phaseolus scrobiculatifolius Freytag
71. Phaseolus sonorensis Standl.
72. Phaseolus talamancensis Debouck & Torres Gonz.
73. Phaseolus tenellus Piper
74. Phaseolus teulensis Freytag
75. Phaseolus texensis A.Delgado & W.R.Carr
76. Phaseolus trifidus Freytag
77. Phaseolus tuerckheimii Donn.Sm.
78. Phaseolus vulgaris L.
79. Phaseolus xanthotrichus Piper
80. Phaseolus xolocotzii A.Delgado
81. Phaseolus zimapanensis A.Delgado
82. Phaseolus ×dumosus Macfad.

Kew na popisu ima 86 vrsta. Spuž (sin. Phaseolus caracalla) kojega ima i u Hrvatskoj, ne pripada ovom rodu nego rodu Cochliasanthus, priznat je kao C. caracalla.

## Vanjske poveznice
- Nešto vise o porijeklu i botaničarskim detaljima(engl.)
- Općenito o uzgoju graha (hrv.)  Arhivirana inačica izvorne stranice od 29. ožujka 2019. (Wayback Machine)